# درة قيلا علي محمد (كوشك)
درة قيلا علي محمد (بالفارسية: دره قیلا علی‌محمد) هي منطقة سكنية تقع في إيران في قسم كوشك الريفي.